# Юбари (город)
Юба́ри (яп. 夕張市 Ю:бари-си) — город в Японии, находящийся в округе Сорати губернаторства Хоккайдо. Площадь города составляет 763,20 км², население — 9678 человек (30 июня 2014), плотность населения — 12,68 чел./км². Город Юбари имеет самую низкую плотность населения среди всех городов Японии. С 1990 года город проводит Международный фестиваль фантастических фильмов. Один из первых городов Японии, который провозгласил себя банкротом — в 2007 году.

## Географическое положение
Город расположен на острове Хоккайдо в губернаторстве Хоккайдо. С ним граничат города Асибецу, Микаса, Ивамидзава, посёлки Курияма, Юни, Ацума, Мукава, Минамифурано и село Симукаппу.

## Население
Население города составляет 9678 человек (30 июня 2014), а плотность — 12,68 чел./км². Изменение численности населения с 1980 по 2005 годы:
| 1980 | 41 715 чел. |  |
| 1985 | 31 665 чел. |  |
| 1990 | 20 969 чел. |  |
| 1995 | 17 116 чел. |  |
| 2000 | 14 791 чел. |  |
| 2005 | 13 001 чел. |  |

## Символика
Деревом города считается сакура, цветком — рододендрон.